# Storbritanniens fodboldlandshold
Storbritanniens fodboldlandshold (engelsk: Great Britain Olympic football team) er et landshold i fodbold for mænd, der repræsenterer Storbritannien ved de olympiske lege. Holdet er organiseret af det engelske fodboldforbund, der er fodboldens repræsentant i det britiske olympiske forbund. Holdet er ikke medlem af FIFA.

## Præstationer ved tidlige OL

### Før 1908
Første gang, fodbold var på programmet ved OL, var ved OL 1900 i Paris, og her var der klubhold, der deltog. Kun tre hold deltog i 1900, og det britiske hold fra Upton Park Football Club vandt turneringen med blot én sejr over et af de to franske hold. Ingen britiske hold deltog derpå ved OL 1904 i St. Louis eller ved de olympiske mellemlege 1906.

### 1908
Fra 1908 i London repræsenterede de deltagende hold ved OL de olympiske medlemslande, og Storbritannien stillede op ved disse lege med et hold bestående af spillere udelukkende fra England. 
På grund af sene afbud blev der kun spillet to indledende kampe, hvor Storbritannien besejrede Sverige 12-1. Derpå vandt de 4-0 over Holland, inden de i finalen sikrede sig guldet med en 2-0 sejr over Danmark, mens Holland blev nummer tre med sejr over Sverige.

### 1912
Fire år senere ved OL 1912 i Stockholm sad briterne over i første runde og vandt derpå 7-0 over Ungarn i kvartfinalen. I semifinale sejrede de med 4-0 over Finland, inden det var tid til en gentagelse af finalen fra 1908 mod Danmark. Igen sejrede briterne, denne gang med 4-2, mens Ungarn endte med at vinde kampen om tredjepladsen mod Østrig.
Efter første verdenskrig klarede Storbritannien sig ikke så godt. Efter en fiasko ved OL 1920 stillede briterne ikke op ved OL i 1924 og 1928. Fodbold var ikke på programmet ved OL 1932 i Los Angeles, og holdet vendte først tilbage til OL i 1936 i Berlin, hvor holdet tabte i kvartfinalen til Polen.
Efter 2. verdenskrig nåede holdet ved OL 1948 i London til en bronzekamp mod Danmark, men tabte 3-5. I de følgende år var deltog de bedste britiske fodboldspillere ikke ved de olympiske lege, da de i lighed med andre store fodboldnationers bedste spillere var professionelle. Derpå blev det britiske amatørhold elimineret tidligt ved de følgende OL-turneringer i 1952, 1956 og 1960.
Holdet kvalificerede sig ikke til OL i 1964, 1968 og 1972. Den sidste kamp for holdet i 1900-tallet blev et nederlag på Wembley i 1971 i OL-kvalifikationsturneringen til Bulgarien. Det britiske forbund opgav herefter holdet.

## Genoptagelse af holdet
I 1984 blev de olympiske regler ændret, hvilket indebar, at fodboldholdene kunne stille med professionelle spillere på holdet, dog med visse restriktioner. I første omgang måtte spillere, der havde deltaget i VM ikke deltage, fra 1992 skulle spillerne være under 23 år, dog med mulighed for at bruge få ældre spillere. En række uenigheder mellem de enkelte lande indenfor Storbritannien (primært England og Skotland) hindrede dog, at Storbritannien stillede med hold til OL i flere år efter regelændringerne.
Først ved OL 2012 i London stillede Storbritannien med et hold til OL. Som værtnation skulle holdet ikke igennem kvalifikation. Etableringen af holdet afstedkom betydelig kontrovers og udstillede uenighederne mellem de forskelige lande i Storbritannien. På det endelige hold ved OL i 2012 deltog alene spillere fra England og Wales, men ingen fra Skotland og Nordirland.
Holdet vandt sin indledende pulje med to sejre og en uafgjort og kvalificerede sig dermed til kvartfinalen. Denne blev endestationen for briterne, der efter 1-1 i ordinær tid og forlænget spilletid måtte ud i straffesparkskonkurrence mod Sydkorea. Her scorede koreanerne på alle deres forsøg, mens Chelsea-spilleren Daniel Sturridge brændte sit forsøg.

### Truppen ved OL i London 2012
- De anførte klubber er de klubber spillerne spillede i, da de deltog i turneringen.
- Spillernes alder er alderen på den dag, hvor spilleren spillede sin første kamp i turneringen.

| Nr. | Navn             | Position | Land    | Klub                        |
| --- | ---------------- | -------- | ------- | --------------------------- |
| 1   | Jack Butland     | Målmand  | England | Birmingham City             |
| 2   | Neil Taylor      | Forsvar  | Wales   | Swansea City                |
| 3   | Ryan Bertrand    | Forsvar  | England | Chelsea                     |
| 4   | Danny Rose       | Forsvar  | England | Tottenham Hotspur           |
| 5   | Steven Caulker   | Forsvar  | England | Tottenham Hotspur           |
| 6   | Craig Dawson     | Forsvar  | England | West Bromwich Albion        |
| 7   | Tom Cleverley    | Midtbane | England | Manchester United           |
| 8   | Joe Allen        | Midtbane | Wales   | Swansea City                |
| 9   | Daniel Sturridge | Angriber | England | Chelsea                     |
| 10  | Craig Bellamy¹   | Angriber | Wales   | Liverpool                   |
| 11  | Ryan Giggs¹      | Midtbane | Wales   | Manchester United           |
| 12  | James Tomkins    | Forsvar  | England | West Ham United             |
| 13  | Jack Cork        | Midtbane | England | Southampton                 |
| 14  | Micah Richards¹  | Forsvar  | England | Manchester City             |
| 15  | Aaron Ramsey     | Midtbane | Wales   | Arsenal                     |
| 16  | Scott Sinclair   | Midtbane | England | West Bromwich Albion (leje) |
| 17  | Marvin Sordell   | Angriber | England | Bolton Wanderers            |
| 18  | Jason Steele     | Målmand  | England | Middlesbrough               |

¹ Spiller over 23.